# Hoogkarspel
Hoogkarspel is een dorp in de gemeente Drechterland, in de Nederlandse provincie Noord-Holland. In de plaats staat het in 2015 gebouwde gemeentehuis van de gemeente Drechterland. Hoogkarspel heeft 8.595 inwoners (2023), met de buurtschappen Oosterwijzend en Westerwijzend (gezamenlijk 220 inwoners) meegerekend.
Hoogkarspel was tot 1979 een zelfstandige gemeente. In 1979 fuseerde de gemeente met de gemeenten Blokker en Westwoud onder de naam Bangert. Het gedeelte van Zwaagdijk-Oost dat op het grondgebied van de gemeente Hoogkarspel lag werd toegevoegd aan de gemeente Wervershoof. Snel hierna kwam men erachter dat Bangert niet binnen de gemeentegrenzen lag en werd in 1980 de gemeente hernoemd tot de gemeente Drechterland. In 2006 fuseerde deze gemeente met de gemeente Venhuizen. De nieuw gevormde fusiegemeente bleef de naam Drechterland houden.

## Historie
Het dorp werd in 1319 gemeld als Hoghenkerspel. De plaatsnaam duidt op een parochie (kerspel) die kennelijk hoger gelegen was. Hoogkarspel is ontstaan als een lintdorp, aan een lint genaamd de Streek, gelegen tussen Hoorn en Enkhuizen. Het dorp bevindt zich dan ook op een hoger punt. De dorpstraat wordt doorkruist door vier vaarsloten, van west naar oost; de Westersluissloot, de Kerke(sluis)sloot, de Oostersluissloot (ook: Steursloot) en de LutjeHoogkarspel(sluis)sloot. De huidige naamgeving zoals aanwezig op de bijbehorende bruggen zijn afkomstig van de kaart van Govert Maartensz Oostwoud uit 1723.
In 1402 werd het dorp bij de aangrenzende stede Grootebroek gevoegd. In het oostelijk deel van het dorp was er toen ook een sterke groei van bewoning. In het oostelijk deel bleef de landbouw de belangrijkste landinvulling. Hoogkarspel kende ook het grootste aantal boerderijen van de 'dorpenstad'.
In 1724 werd op kosten van de stad Medemblik een weg aangelegd tussen Hoogkarspel en Zwaagdijk, met als doel om de bereikbaarheid van Medemblik te verbeteren. Om de kosten van de aanleg en het onderhoud van deze weg te dekken zou er tol geheven worden over de weg. Daarom werd in 1729 het "Medemblikker Tolhuis" gebouwd te Hoogkarspel, wat zowel als tolhuis als herberg functioneerde. Er is tol geheven tot 1879, maar de weg draagt nog steeds de naam Tolweg.
Het dorp kende tot in de jaren 1960 vele huiserven ingericht als boomgaard. In 1950 telde het dorp bijna 2700 inwoners. In de jaren zeventig werd het (samen met de andere dorpskernen van de voormalige stede) aangewezen als groeikern om zo de groeiende migratie uit de Randstad op te vangen. Deze groei vond vooral plaats in het oostelijk deel van het dorp (Bloemenbuurt) en ten noorden (Plan Noord), het westelijk deel kende toen nog altijd een sterke landbouwbewoning. Vanaf 2000 is in het westen van Hoogkarspel alsnog een tweetal nieuwbouwwijken gebouwd, een ten zuiden en een ten noorden van de Streekweg. 
Het dorp is anno 2015 nog altijd aan het groeien, met name in de richting van Westwoud. Het dorp heeft een eigen station, station Hoogkarspel en een in 1930 gebouwde en prominent aanwezige watertoren. Verder staan er twee kerken in Hoogkarspel; Een Nederlands-hervormde kerk en een katholieke kerk, waarvan de laatste de Laurentiuskerk heet. Het dorp heeft een eigen dorpsplein dat ook het centrum vormt en waar het winkelcentrum en het gemeentehuis zijn gevestigd.

## Bevolkingsontwikkeling
| Demografische ontwikkeling tussen 1795 en 2021                      |
| ------------------------------------------------------------------- |
|                                                                     |
| ■ Data afkomstig van volkstellingen.nl ■ Data afkomstig van het CBS |

## Archeologie
De zogenaamde Hoogkarspelcultuur is een belangrijk deel van de Elpcultuur, een bronstijdcultuur die dateert van (ca. 1800-800 v.Chr). Achter de watertoren werden in de jaren 1960 de resten van een grafheuvel gevonden en in de jaren 1970 werden er resten gevonden van een agrarische nederzetting, die dateert van 1000 jaar voor de christelijke jaartelling. Bij het Bullenland werden de resten gevonden van een drieperiodenheuvel uit de Midden-Bronstijd.
Verder werden er ten zuidwesten van het voormalige Medemblikker Tolhuis resten gevonden van een terp uit de Late Bronstijd. 

## Geboren in Hoogkarspel
- Klaas de Jong (1815-1886), boer en politicus
- Hermanus Samuel de Roode, militair en ambtenaar
- Henk Bosma (1915-2002), politicus
- Durk van der Ploeg (1930), voornamelijk Friestalig schrijver en dichter
- René Appel (1945), schrijver en taalwetenschapper
- Vincent Mentzel (1945), (pers)fotograaf
- Catharina Haverkamp (1959), actrice
- Thomas Koenis (1989), basketballer
- Lucienne Reichardt (1991), voetbalster
- Glenn van Straalen (2000), motorcoureur

## Galerij

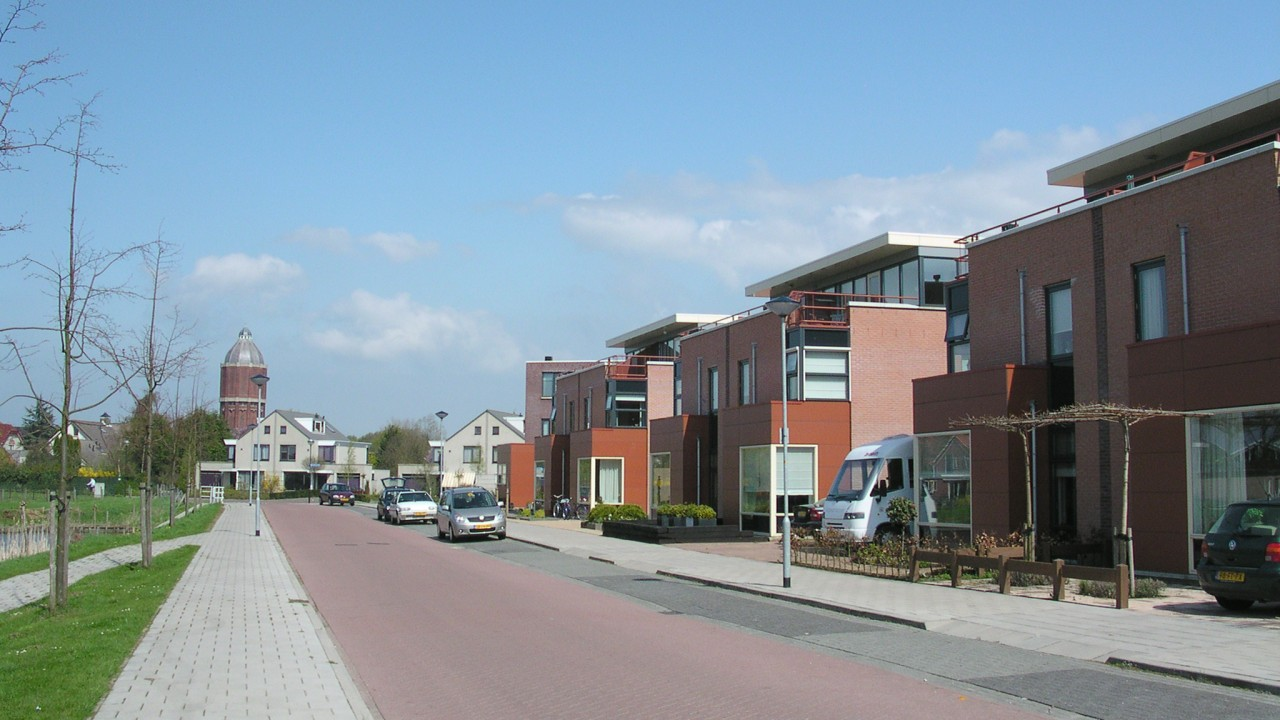
Nieuwbouwwijk
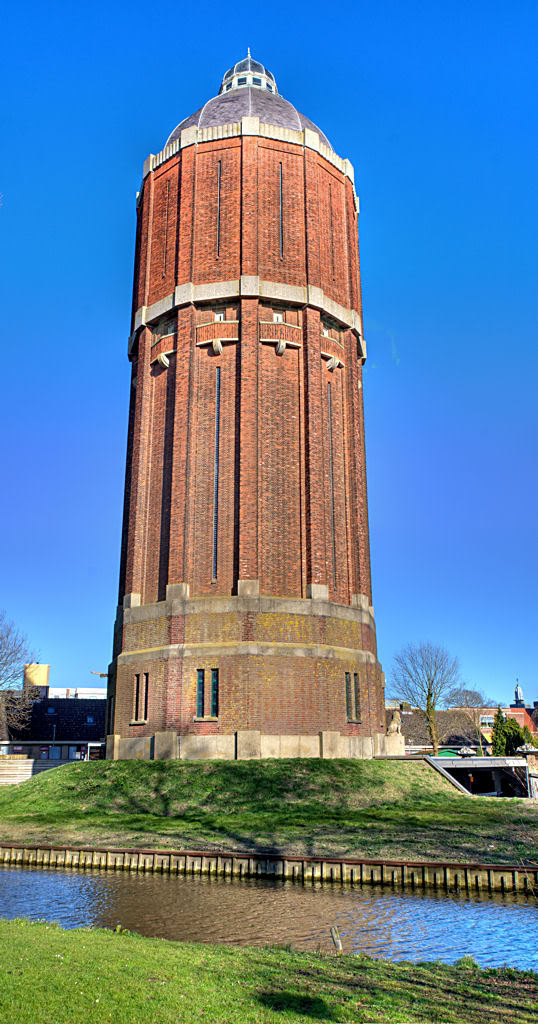
De karakteristieke watertoren
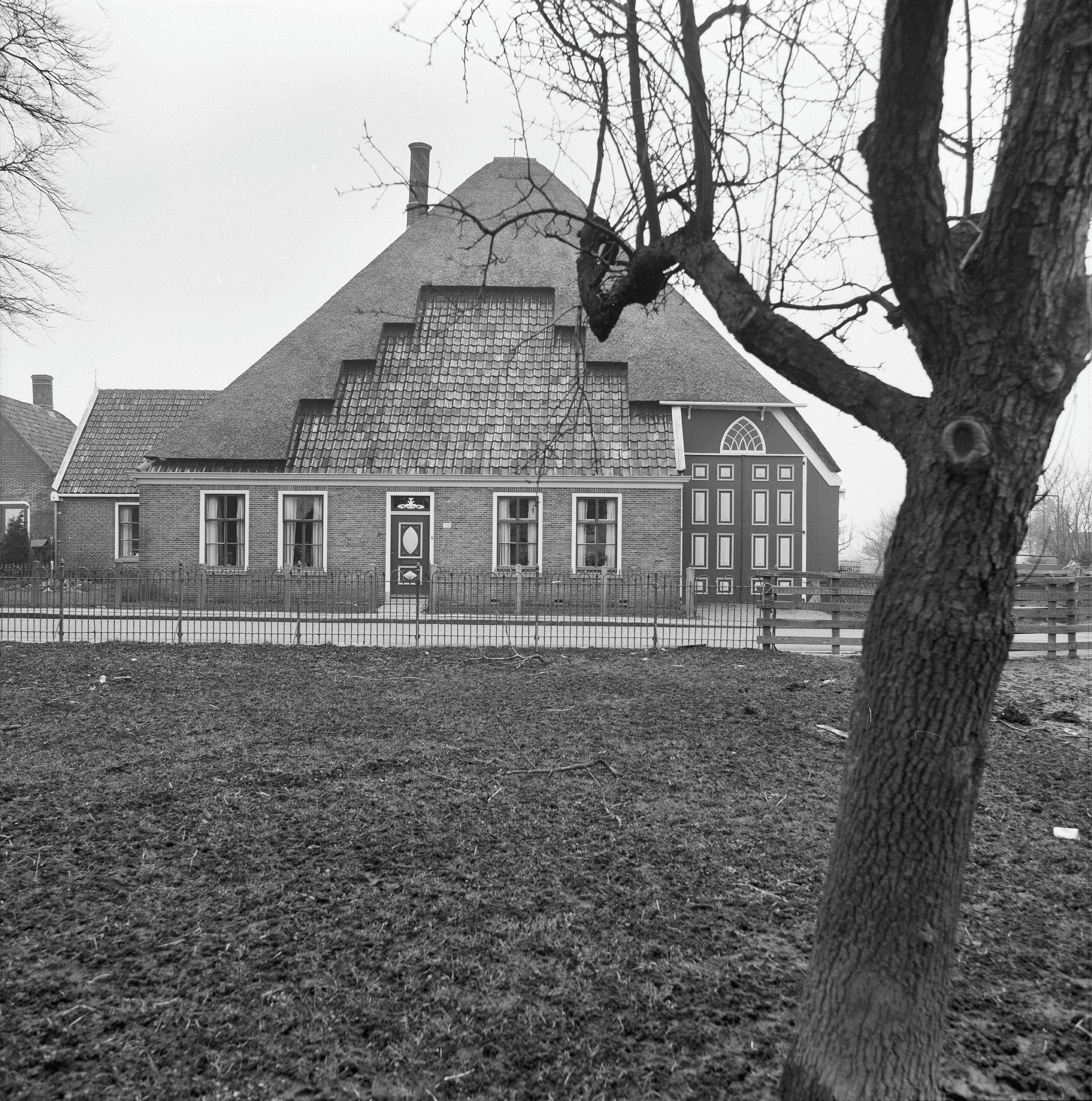
Stolpboerderij Hoogkarspel
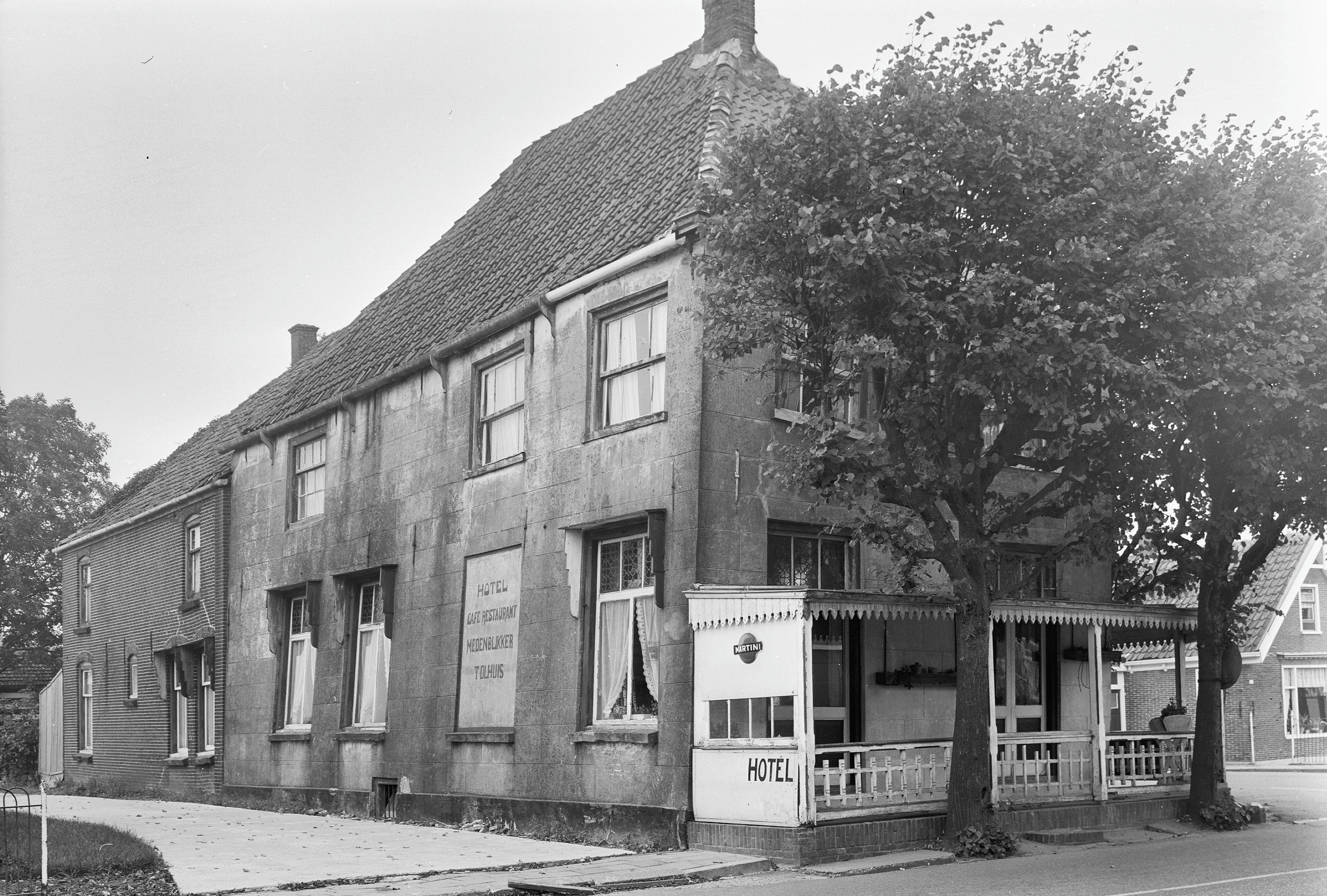
Voormalig Tolhuis Kruising Tolweg-streekweg
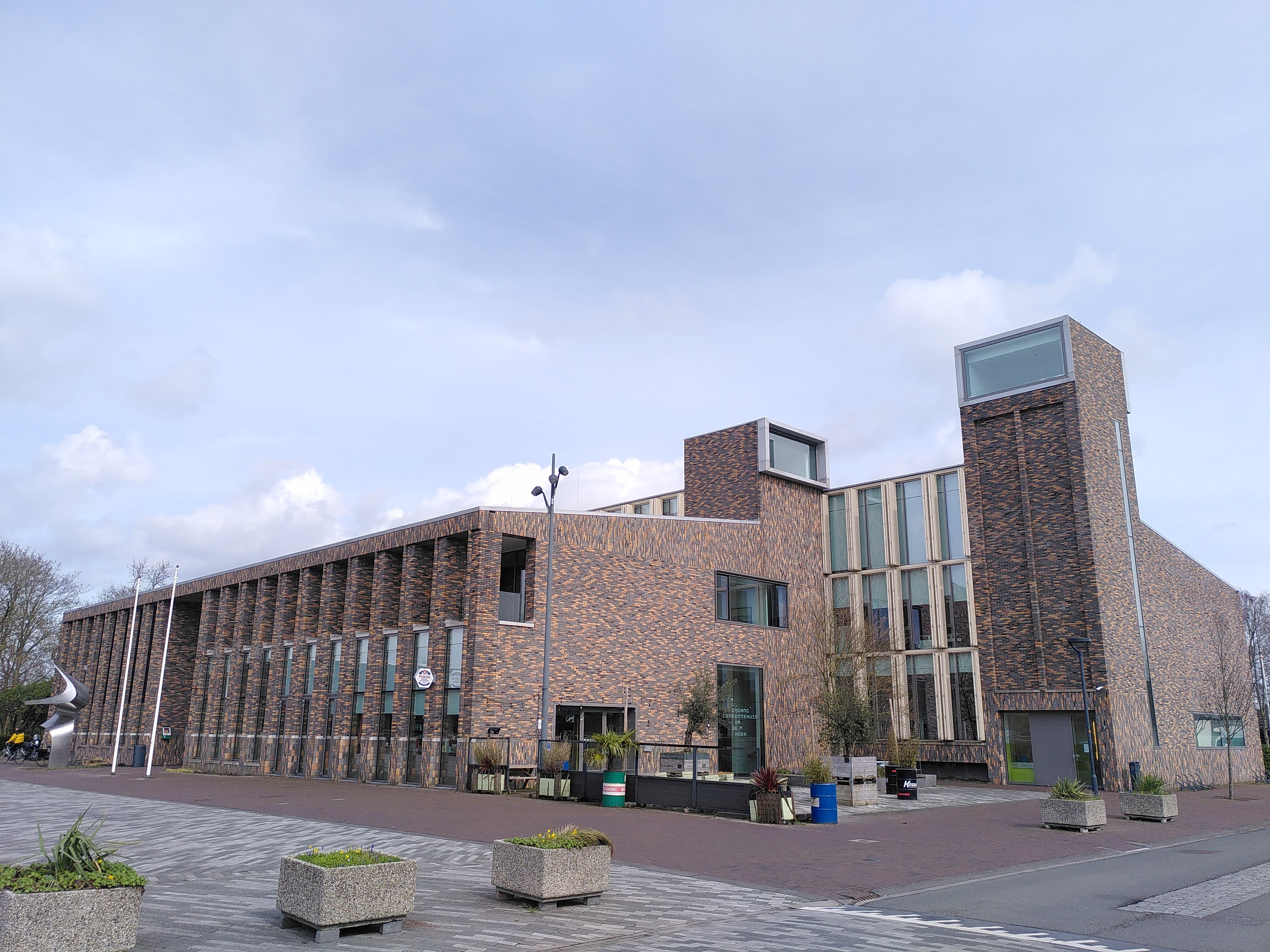
Het gemeentehuis van Drechterland, gelegen in Hoogkarspel